# Mangur, Chikodi
Mangur là một làng thuộc tehsil Chikodi, huyện Belgaum, bang Karnataka, Ấn Độ.